# Osvaldo Héctor Cruz
Osvaldo Héctor Cruz (Avellaneda, 29 mei 1931 – 20 maart 2023) was een Argentijns voetballer. 
Cruz begon zijn carrière bij Independiente uit zijn thuisstad Avellaneda, waar hij aan de zijde speelde van onder andere Ernesto Grillo, José Varacka en David Acevedo. In 1960 verliet de club daarna voor het Braziliaanse Palmeiras. Hij bleef hier één seizoen, en won met deze club de Taça Brasil tegen Fortaleza EC. Hij keerde terug naar Independiente en in 1962 trok hij naar de Chileense hoofdstad Santiago om er voor Unión Española te spelen. 
Van 1953 tot 1958 was hij ook international. Bondscoach Guillermo Stábile nam hem op in de selectie voor het WK 1958, waar hij twee wedstrijden speelde. Argentinië stelde zwaar teleur op dit WK. In 1955 en 1957 won het land, met Cruz in de rangen, wel de Copa América. 